# Akebi-chan no Sailor-fuku
Akebi-chan no Sailor-fuku (Nhật: 明日ちゃんのセーラー服 Hepburn: Akebi-chan no Sērāfuku) là bộ manga do Hiro sáng tác và đăng tải trên website tạp chí manga Tonari no Young Jump từ tháng 8 năm 2016. Nhà xuất bản Shueisha biên soạn các chương manga thành các tập tankōbon riêng lẻ và cho phát hành từ năm 2017. Phiên bản anime truyền hình chuyển thể từ truyện do CloverWorks thực hiện được lên sóng từ tháng 1 đến tháng 3 năm 2022. Muse Communication mua bản quyền tại Đông Nam Á và Nam Á, phân phối qua nền tảng bilibili dưới tựa đề trong tiếng Việt là Đồng phục thủy thủ của Akebi. Tính đến tháng 3 năm 2023, bộ truyện đã bán được hơn 1 triệu bản in tại Nhật Bản.

## Cốt truyện
Trong suốt cuộc đời của mình, Akebi Komichi luôn yêu thích trang phục nữ sinh thủy thủ - lấy cảm hứng từ thần tượng Fukumoto Miki của cô, thậm chí còn yêu cầu mẹ cô may riêng cho mình cái khi bước vào cấp hai.
Cô cố gắng học chăm chỉ và may mắn được nhận vào trường tư thục cũ của mẹ mình là Học viện nữ sinh Roubai, cô rất vui vì cô sẽ được mặc đồng phục do mẹ cô may; cho tới khi đến trường mới, cô ngạc nhiên và khá sốc khi biết rằng quy định về trang phục của Roubai không còn sử dụng đồng phục thủy thủ và thay vào đó là blazer. Bất chấp hoàn cảnh, hiệu trưởng của trường vui vẻ đưa ra một ngoại lệ và cho phép cô mặc đồng phục thủy thủ.
Trong khi cô trải qua những năm đầu của tuổi mới lớn, thậm chí trải qua một số khó khăn trên đường đi, cô đã gặp và kết bạn với nhiều bạn ở trường và tận hưởng cuộc sống học đường của mình.

## Nhân vật

### Trường nữ sinh Roubai Lớp 1-3
Akebi Komichi (明日 小路)
Lồng tiếng bởi: Murakami Manatsu
Chỗ ngồi số 1: Một nữ sinh trung học năm nhất/nhân vật chính của series và là một học sinh tốt nghiệp trường tiểu học Futaba, người gần đây đã được nhận vào trường nữ sinh Roubai, cùng ngôi trường mà mẹ cô - Yuwa khi còn học ở đó. Mặc dù có sự hiểu lầm khi đến ngày khai giảng, Komichi vẫn được hiệu trưởng cho phép mặc đồng phục thủy thủ một cách thoải mái, khiến cô trở thành học sinh nổi bật nhất trong trường và cả lớp. Khi đi học ở trường mới và sống những năm tháng tuổi mới lớn, cô ấy hy vọng có thể kết với hàng trăm người bạn vì hồi tiểu học cô là học sinh duy nhất ở đó và chỉ có cô giáo bầu bạn với cô. Tại trường, cô nhanh chóng trở nên nổi tiếng vì tính cách hướng ngoại và tham gia clb diễn kịch. Cô có thể lực và cơ thể dẻo dai nên có thể làm những động tác như nhảy, uốn nắn cơ thể, lộn nhào, cô cũng biết bơi, chơi bóng chuyền, và vân vân nhưng lại tệ khoản nấu ăn.
Usagihara Tōko (兎原 透子)
Lồng tiếng bởi: Akari Kitou
Chỗ ngồi số 2: Một cô học sinh tinh nghịch đến từ Tokyo. Cô là bạn cùng ký túc xá với Neko, và kết bạn với Akebi vào ngày học đầu tiên. Là thành viên của câu lạc bộ bóng mềm, Usagihara được biết đến trong số các bạn cùng lớp vì luôn nướng các món bánh ngọt khác nhau cho các bạn cùng trường hay ký túc xá, có hẳn căn bếp riêng trong ký túc xá.
Ōkuma Minoru (大熊 実)
Lồng tiếng bởi: Kitō Akari
Chỗ ngồi số 3: Một cô gái ham học hỏi. Ohkuma thích ghi chép thông tin về mọi người trong khi quan sát họ với hy vọng sẽ sử dụng nó trong tương lai. Cô cũng ghi chép về các loài động vật hoang dã khác nhau mà mình nhìn thấy và tất cả đều vào cuốn sổ nghiên cứu của cô.
Kamimoku Neko (神黙 根子)
Lồng tiếng bởi: Itō Miku
Chỗ ngồi số 4: Một cô gái có xu hướng ngủ nhiều, cô ở đâu thì ngủ ở đó. Cô là bạn cùng phòng với Usagihara.
Kizaki Erika (木崎 江利花)
Lồng tiếng bởi: Sora Amamiya
Chỗ ngồi số 5: Một cô gái đến từ Tokyo và là người đầu tiên mà Komichi gặp trong ngày đầu tiên đến lớp, nhanh chóng trở thành bạn thân với Komichi. Cô xuất thân từ một gia đình giàu có và sống trong một biệt thự. Khi cảm thấy căng thẳng hoặc lo lắng, cô có thói quen dùng cái cắt móng tay của mình để cắt móng và nói rằng âm thanh của nó là một liệu pháp giảm stress cho cô; cô đã học được nhiều sở thích, chẳng hạn như chơi violin, piano và cưỡi ngựa, nhưng cuối cùng lại tham gia câu lạc bộ leo núi.
Kojō Tomono (古城 智乃)
Lồng tiếng bởi: Shion Wakayama
Chỗ ngồi số 6: Một cô gái nhút nhát, kiệm lời, đeo kính và gốc người Nagano. Cô là một cô gái ham đọc sách và là một thành viên của clb văn học. Một khi cô mà đọc sách là sẽ chú tâm vào nó tới nỗi chả nhận thức mọi thứ xung quanh.
Shijō Riona (四条 璃生奈)
Lồng tiếng bởi: Azusa Tadokoro
Chỗ ngồi số 7: Một cô gái khá tự ti về bản thân mình, luôn so sánh cơ thể mình với người khác. Cô ở trong clb tennis.
Tatsumori Ai (龍守 逢)
Lồng tiếng bởi: Mariya Ise
Chỗ ngồi số 8: Một cô gái chăm học, nghiêm túc. Cô là lớp phó và là thành viên trong clb điền kinh.
Tanigawa Kei (谷川 景)
Lồng tiếng bởi: Akira Sekine
Chỗ ngồi số 9: Lớp trưởng của lớp, vẻ ngoài cô toát ra khí chất của một học sinh cứng rắn và không có gì đáng yêu nhưng dù sao Akebi vẫn kết bạn với cô. Cô là thành viên của clb nhiếp ảnh đồng thời là học sinh giỏi nhất lớp về mặt học tập.
Tōgeguchi Ayumi (峠口 鮎美)
Lồng tiếng bởi: Shiori Mikami
Chỗ ngồi số 10: Một cô gái có tính cách thẳng thắn và bạn cùng phòng với Ohkuma, cô từng gặp Komichi khi ở trong nhà vệ sinh do lo lắng mình sẽ không thể làm bài kiểm tra vào trường. Cô là thành viên của clb bóng bàn.
Togano Mai (戸鹿野 舞衣)
Lồng tiếng bởi: Haruka Shiraishi
Chỗ ngồi số 11: Bạn cùng phòng với Oshizu, cô là thành viên trong clb bóng rổ. Nhờ có lời nói của cô mà Oshizu có thêm động lực tiếp tục tập guitar.
Nawashiro Yasuko (苗代 靖子)
Lồng tiếng bởi: Hondo Kaede
Chỗ ngồi số 12: Một cô gái thân thiện, nổi tiếng trong clb bóng chuyền và bạn thân với Washio.
Minakami Riri (水上 りり)
Lồng tiếng bởi: Kambe Mitsuho
Chỗ ngồi số 13: Một cô gái đến từ Kansai và thành viên của clb bơi lội. Cô vui tươi, giỏi bơi lội và thích cạnh tranh nhưng không giỏi ở mảng học tập.
Hiraiwa Hotaru (平岩 蛍)
Lồng tiếng bởi: Hondo Kaede
Chỗ ngồi số 14: Một cô gái với cách ăn nói ngọt ngào và nhẹ nhàng trong lớp Komichi với chiều cao của học sinh lớp một, khiến cô trở thành một trong những học sinh thấp bé nhất, trái lại đó cô là người thông minh nhất lớp.
Hebimori Oshizu (蛇森 生静)
Lồng tiếng bởi: Shiraishi Haruka
Chỗ ngồi số 15: Một cô gái có thiên hướng đến thể loại nhạc punk rock và bạn cùng phòng với Togano. Mặc dù có lòng yêu mến âm nhạc, cô lại không biết đọc phổ nhạc và chơi guitar nhưng sau cùng cô vẫn tự tập cách chơi để không làm phụ lòng Akebi, cô đã trình diễn cho Akebi với bài hát có thật tên là "Cherry" bởi ban nhạc rock SPITZ.
Washio Hitomi (鷲尾 瞳)
Lồng tiếng bởi: Kohara Konomi
Chỗ ngồi số 16: Một cô gái cao ráo, khuôn mặt nghiêm khắc có sở thích duy nhất là bóng chuyền, và do đó là thành viên của clb bóng chuyền. Cô là bạn thân nhất và bạn cùng phòng ký túc xá với Nawashiro.

### Nhân vật khác
Akebi Yuwa (明日 ユワ)
Lồng tiếng bởi: Hanazawa Kana
Mẹ của hai cô con gái, Komichi và Kao. Cô đã tốt nghiệp và là cựu học sinh của trường nữ sinh Roubai, Yuwa có thể được nhìn thấy trong một bức ảnh cũ với hai người bạn của mình mặc đồng phục thủy thủ ban đầu của trường Roubai, điều này đã truyền cảm hứng cho Komichi để cô tạo cho con gái mình một bộ đồng phục thủy thủ của riêng mình.
Akebi Kao (明日 花緒)
Lồng tiếng bởi: Kuno Misaki
Em gái đáng yêu của Komichi và là học sinh lớp ba đang học tiểu học.
Akebi Sato (明日 サト)
Lồng tiếng bởi: Mikami Satoshi
Cha của Komichi và Kao và chồng của Yuwa thường đi công tác xa, nhưng anh luôn dành thời gian để gặp gia đình bất cứ khi nào mình không phải làm việc.
Fukumoto Miki (福元 幹)
Lồng tiếng bởi: Saitō Shuka
Một thần tượng mà Komichi vô cùng ngưỡng mộ. Việc cô sử dụng đồng phục thủy thủ trong quảng cáo chai nước là nguồn cảm hứng để Komichi áp dụng đồng phục thủy thủ.

## Truyền thông

### Manga
| #  | Ngày phát hành Tiếng Nhật | ISBN Tiếng Nhật   |
| -- | ------------------------- | ----------------- |
| 1  | 19 tháng 4, 2017          | 978-4-08-890671-3 |
| 2  | 19 tháng 10, 2017         | 978-4-08-890765-9 |
| 3  | 18 tháng 5, 2018          | 978-4-08-891016-1 |
| 4  | 19 tháng 11, 2018         | 978-4-08-891115-1 |
| 5  | 17 tháng 5, 2019          | 978-4-08-891223-3 |
| 6  | 19 tháng 11, 2019         | 978-4-08-891384-1 |
| 7  | 19 tháng 8, 2020          | 978-4-08-891549-4 |
| 8  | 19 tháng 4, 2021          | 978-4-08-891777-1 |
| 9  | 19 tháng 10, 2021         | 978-4-08-892102-0 |
| 10 | 17 tháng 6, 2022          | 978-4-08-892275-1 |
| 11 | 17 tháng 3, 2023          | 978-4-08-892538-7 |
| 12 | 19 tháng 10, 2023         | 978-4-08-892826-5 |
| 13 | 18 tháng 4, 2024          | 978-4-08-893222-4 |
| 14 | 18 tháng 10, 2024         | 978-4-08-893431-0 |
| 15 | 19 tháng 5, 2025          | 978-4-08-893641-3 |

### Anime
Phiên bản chuyển thể anime truyền hình ban đầu được công bố vào tháng 3 năm 2021. CloverWorks sản xuất bộ anime dưới sự chỉ đạo của Kuroki Miyuki, còn Yamazaki Rino phụ trách biên soạn kịch bản, Kōno Megumi thiết kế nhân vật và Utatane Kana sáng tác nhạc nền. Anime được lên sóng vào ngày 9 tháng 1 năm 2022 trên Tokyo MX và các kênh khác. Bài hát mở đầu là "Hajimari no Setsuna" (はじまりのセツナ) được thể hiện bởi muời sáu seiyuu trong phim dưới tên Rōbai Gakuen Chūtōbu 1-nen 3-kumi (蠟梅学園中等部1年3組), bài hát kết thúc là "Baton" thể hiện bởi Murakami Manatsu. Funimation công chiếu trực tuyến anime bên ngoài khu vực châu Á. Muse Communication phân phối phim tại vùng Đông Nam Á.

#### Danh sách tập phim
| Số tập | Tiêu đề                                                                                               | Đạo diễn                      | Biên kịch    | Ngày phát sóng gốc |
| ------ | --- | ----------------------------- | ------------ | ------------------ |
| 1      | "Đồng phục thủy thủ ao ước" "Akogare no sailor-fuku [Sērā-fuku]" (あこがれのセーラー服)               | Kuroki Miyuki, Tsuzuki Haruka | Yamazaki Rio | 9 tháng 1, 2022    |
| 2      | "Hẹn mai gặp lại" "Mata ashita" (また明日)                                                            | Katō Makoto                   | Yamazaki Rio | 16 tháng 1, 2022   |
| 3      | "Cậu đã quyết định vào câu lạc bộ nào chưa?" "Bukatsu wa mō kimeta?" (部活はもう決めた？)             | Katō Makoto                   | Yamazaki Rio | 23 tháng 1, 2022   |
| 4      | "Hình tượng của tớ?" "Watashi no image?" (私のイメージ？)                                             | Tsuzuki Haruka                | Yamazaki Rio | 30 tháng 1, 2022   |
| 5      | "Tớ muốn biết nhiều chuyện lắm" "Ippai shiritai natte" (いっぱい知りたいなって)                       | Matsumoto Yoshihisa           | Yamazaki Rio | 6 tháng 2, 2022    |
| 6      | "Ngày mai không phải được nghỉ sao?" "Ashita, oyasumi ja nai desu ka" (明日、お休みじゃないですか)    | Kikuchi Takayuki              | Yamazaki Rio | 13 tháng 2, 2022   |
| 7      | "Cho tớ nghe với!" "Kikasete kudasai" (聴かせてください)                                              | Mooang                        | Yamazaki Rio | 20 tháng 2, 2022   |
| 8      | "Lần tới, tớ muốn chiến thắng!" "Tsugi wa kachitai" (次は勝ちたい)                                    | Yamamoto Yōsuke               | Yamazaki Rio | 27 tháng 2, 2022   |
| 9      | "Hai~ba!" "Se～no!" (せ～のっ！)                                                                      | Kamiya Nozumu                 | Yamazaki Rio | 6 tháng 3, 2022    |
| 10     | "Cố lên! Cố lên!" "Fight! Fight! [Faito! Faito!]" (ファイト！ファイト！)                              | Tsuzuki Haruka                | Yamazaki Rio | 13 tháng 3, 2022   |
| 11     | "Cùng một thời điểm... được ở bên mọi người..." "Onaji jikan... minna to..." (同じ時間...みんなと...) | Ushijima Shin'ichirō          | Yamazaki Rio | 20 tháng 3, 2022   |
| 12     | "Mình không hề lẻ loi" "Hitori ja nain da" (ひとりじゃないんだ)                                       | Kuroki Mizuki, Tsuzuki Haruka | Yamazaki Rio | 27 tháng 3, 2022   |

1. ↑  Tiêu đề tiếng Việt lấy từ Bilibili